# Leptorhabdos
Leptorhabdos es un género con siete especies de plantas de flores de la familia Scrophulariaceae.

## Especies seleccionadas
- Leptorhabdos benthamiana
- Leptorhabdos brevidens
- Leptorhabdos glutinosa
- Leptorhabdos linifolia
- Leptorhabdos micrantha
- Leptorhabdos parviflora
- Leptorhabdos virgata

- Datos: Q9021822
- Especies: Leptorhabdos